# أدريان ميتكالف
أدريان ميتكالف (بالإنجليزية: Adrian Metcalfe)‏ هو منافس ألعاب قوى بريطاني، ولد في 2 مارس 1942 في برادفورد في المملكة المتحدة.

## وصلات خارجية
- أدريان ميتكالف على موقع الاتحاد الدولي لألعاب القوى (الإنجليزية)
- أدريان ميتكالف على موقع اللجنة الأولمبية الدولية (الإنجليزية)
- أدريان ميتكالف على موقع أوليمبيديا (الإنجليزية)
- أدريان ميتكالف على موقع اللجنة الأولمبية البريطانية (الإنجليزية)
- أدريان ميتكالف على موقع اتحاد ألعاب الكومنولث (مؤرشف) (الإنجليزية)